# Ryo Nagai
Pour les articles homonymes, voir Nagai (homonymie).
Ryo Nagai (永井 龍, Nagai Ryo) est un footballeur japonais né le 23 mai 1991 à Nishinomiya. Il évolue au poste d'attaquant.

## Biographie
Ryo Nagai commence sa carrière professionnelle au Cerezo Osaka. Avec ce club, il découvre la Ligue des champions de l'AFC, en jouant un match face à l'équipe chinoise du Shandong Luneng.
Afin de gagner du temps de jeu, il est prêté au club australien de Perth Glory.